# Fons Bastijns
Pour les articles homonymes, voir Bastijns.
Alfons Bastijns, dit Fons Bastijns, né le 28 janvier 1947 à Meer (Belgique) et mort le 15 novembre 2008,, était un footballeur international belge.

## Biographie
Bastijns commence sa carrière au Racing White comme attaquant. En 1967, il est transféré au FC Bruges où il évolue comme arrière droit. Il reste 14 saisons à Bruges et joue au total 502 matchs pour les Blauw en zwart. Il est notamment finaliste de la Coupe d'Europe des Clubs Champions en 1978: défaite 1 à 0 face à Liverpool FC, à Wembley.
Il termine sa carrière à l'USL Dunkerque.
Il est également sélectionné trois fois en équipe nationale. 
Après avoir raccroché les crampons, il devient manager du FC Malines.

## Palmarès
- Champion de Belgique en 1973, 1976, 1977, 1978 et 1980 avec le Club Bruges KV
- Vainqueur de la Coupe de Belgique en 1970 et 1977 avec le Club Bruges KV
- Vainqueur de la Supercoupe de Belgique en 1980 avec le Club Bruges KV
- Finaliste de la Coupe UEFA en 1976 avec le Club Bruges KV
- Finaliste de la Coupe d'Europe des Clubs Champions en 1978 avec le Club Bruges KV